# Rateče
Rateče (IPA: [ˈɾaːtɛtʃɛ], in italiano anche Racchia, in tedesco Ratschach, in friulano Race) è un insediamento (naselje) della municipalità di Kranjska Gora nella regione statistica dell'Alta Carniola in Slovenia. È situato ad un chilometro dal confine con l'Italia.

## Geografia
Rateče è situata nell'alta valle della Sava ai piedi del monte Forno dove si trova la triplice frontiera con l'Italia e l'Austria. Il paese è situato a 6 km ad ovest di Kranjska Gora e ad 1 km dal valico di Fusine.

## Monumenti e luoghi d'interesse
- Chiesa di San Tommaso
- Chiesa dello Spirito Santo
- Rifugio Tamar

## Infrastrutture e trasporti
Il centro abitato è stato servito dal 1870 al 1966 dalla stazione di Rateče, posta sulla ferrovia internazionale Tarvisio-Lubiana. 

## Galleria d'immagini

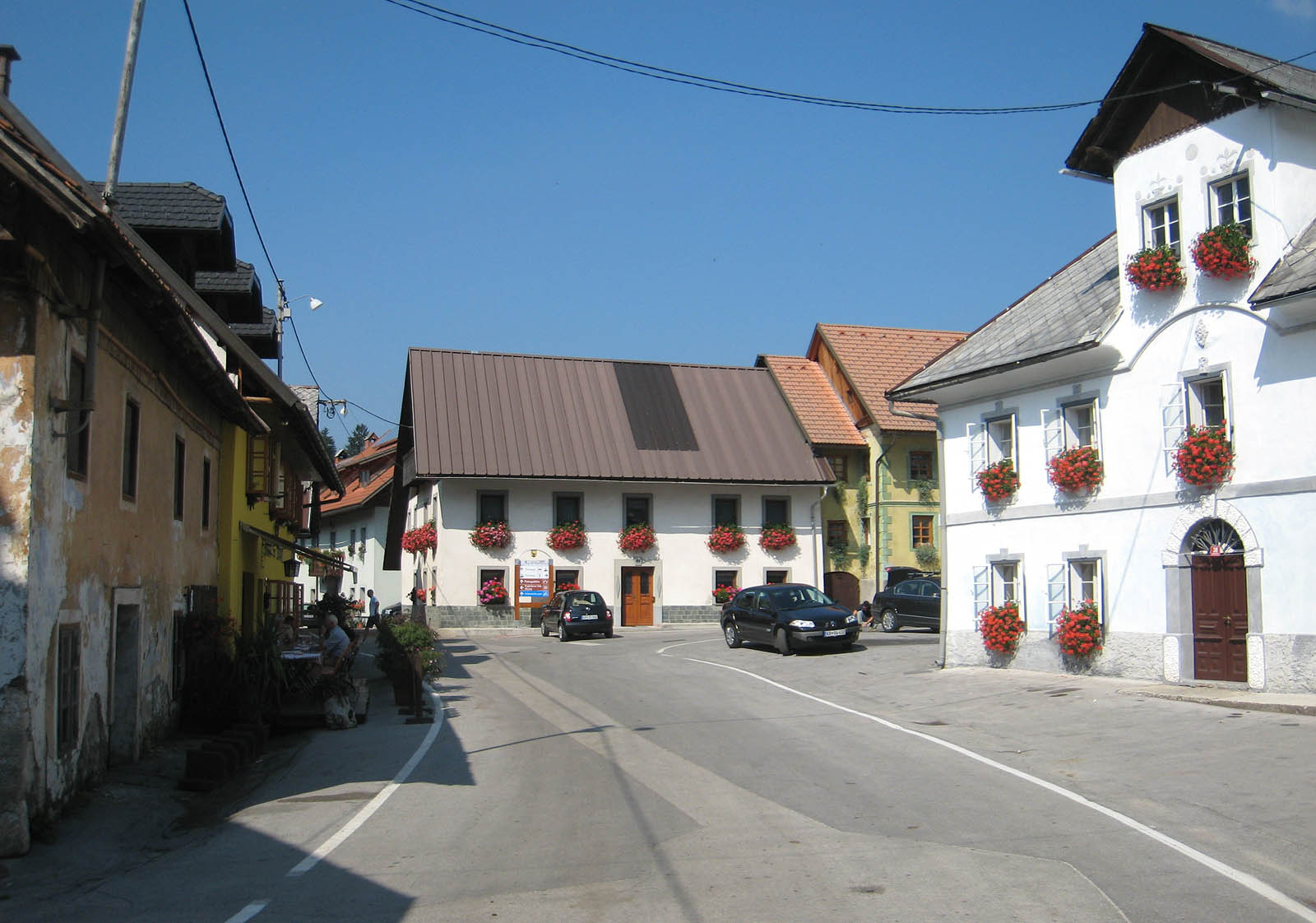
Il centro del paese
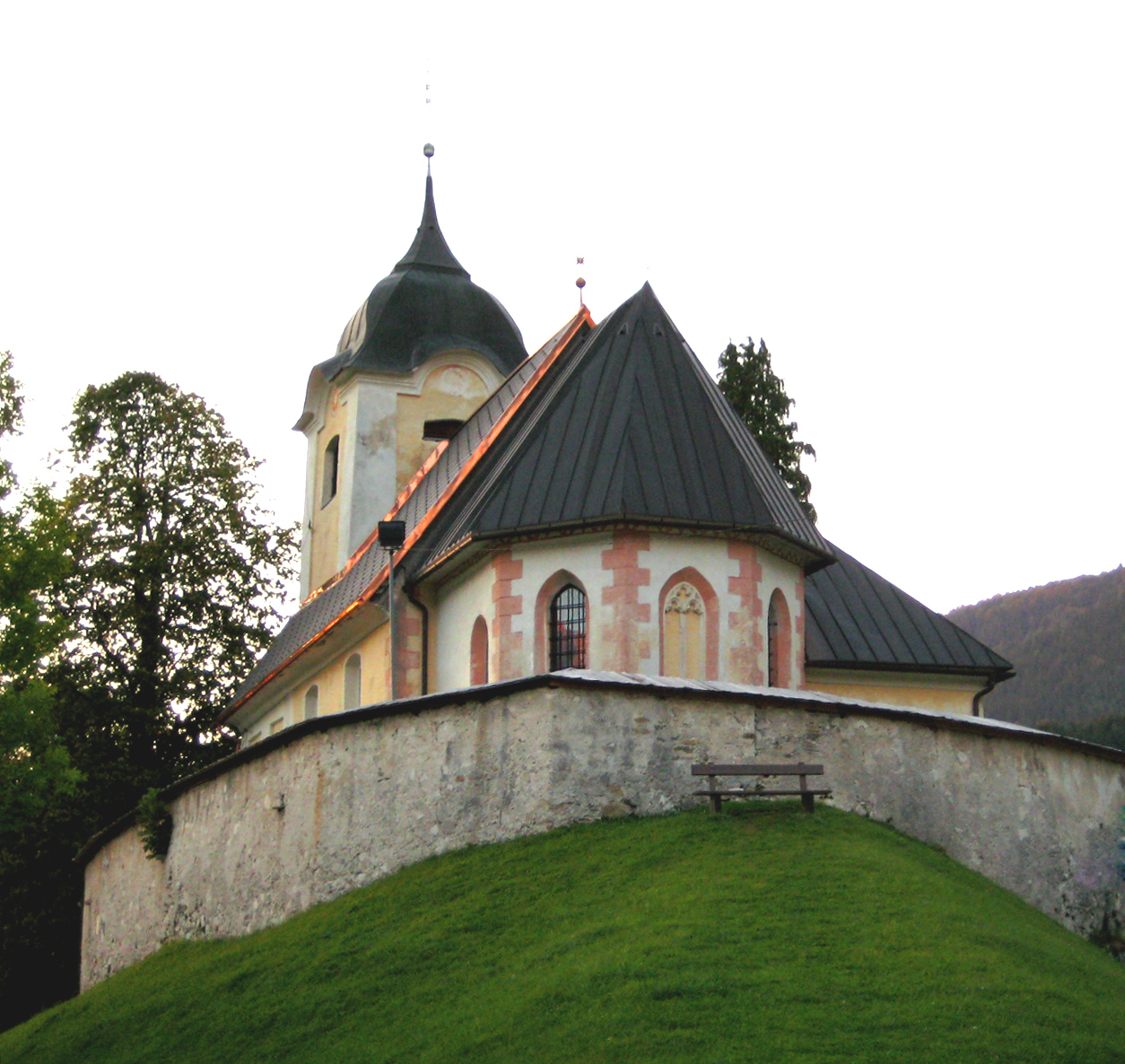
La chiesa del paese dedicata allo Spirito Santo